# پی. آر. سریجش
پی. آر. سریجش (انگلیسی: P. R. Sreejesh؛ زادهٔ ۸ مهٔ ۱۹۸۸) بازیکن هاکی روی چمن اهل هند است.
سریجیش در ۸ مه ۱۹۸۸ در ناحیه کرالا، در یک خانواده کشاورز به دنیا آمد. او تحصیلات ابتدایی خود را در مدرسه ابتدایی سنت آنتونی در کیژاککامبالام به پایان رساند و تا استاندارد ششم در دبیرستان سنت جوزف در کیژاککامبالام تحصیل کرد. در کودکی، قبل از اینکه به پرش طول و والیبال برود، به عنوان دونده تمرین کرد. در ۱۲ سالگی به مدرسه ورزشی GV Raja در Thiruvananthapuram پیوست. اینجا جایی بود که مربی او به او پیشنهاد داد که دروازه‌بانی کند. او پس از انتخاب شدن توسط مربی هاکی، جایاکومار در مدرسه، حرفه ای شد و پس از آن قبل از بازی در جام نهرو در مدرسه بازی کرد. او فارغ‌التحصیلی خود را در تاریخ از کالج سری نارایانا، کولام، کرالا به پایان رساند. در سال ۲۰۱۷، دولت هند چهارمین جایزه عالی غیرنظامی Padma Shri را به دلیل فعالیت در زمینه ورزش به او اعطا کرد.